# Villing
Villing és un municipi francès situat al departament del Mosel·la i a la regió del Gran Est. L'any 2007 tenia 471 habitants.

## Demografia

### Població
El 2007 la població de fet de Villing era de 471 persones. Hi havia 207 famílies, de les quals 59 eren unipersonals (43 homes vivint sols i 16 dones vivint soles), 66 parelles sense fills, 74 parelles amb fills i 8 famílies monoparentals amb fills.
La població ha evolucionat segons el següent gràfic:
Habitants censats

### Habitatges
El 2007 hi havia 224 habitatges, 208 eren l'habitatge principal de la família i 16 estaven desocupats. 184 eren cases i 40 eren apartaments. Dels 208 habitatges principals, 161 estaven ocupats pels seus propietaris, 43 estaven llogats i ocupats pels llogaters i 4 estaven cedits a títol gratuït; 4 tenien dues cambres, 35 en tenien tres, 38 en tenien quatre i 131 en tenien cinc o més. 198 habitatges disposaven pel capbaix d'una plaça de pàrquing. A 74 habitatges hi havia un automòbil i a 113 n'hi havia dos o més.

### Piràmide de població
La piràmide de població per edats i sexe el 2009 era:
| Homes | Edats   | Dones |
| ----- | ------- | ----- |
| 0     | 95 o +  | 0     |
| 0     | 90 a 94 | 4     |
| 0     | 85 a 89 | 4     |
| 8     | 80 a 84 | 0     |
| 4     | 75 a 79 | 8     |
| 4     | 70 a 74 | 4     |
| 12    | 65 a 69 | 8     |
| 8     | 60 a 64 | 16    |
| 24    | 55 a 59 | 4     |
| 12    | 50 a 54 | 16    |
| 16    | 45 a 49 | 12    |
| 32    | 40 a 44 | 32    |
| 16    | 35 a 39 | 20    |
| 4     | 30 a 34 | 4     |
| 32    | 25 a 29 | 12    |
| 16    | 20 a 24 | 0     |
| 8     | 15 a 19 | 12    |
| 4     | 10 a 14 | 20    |
| 0     | 5 a 9   | 4     |
| 8     | 0 a 4   | 4     |

## Economia
El 2007 la població en edat de treballar era de 343 persones, 261 eren actives i 82 eren inactives. De les 261 persones actives 243 estaven ocupades (146 homes i 97 dones) i 19 estaven aturades (12 homes i 7 dones). De les 82 persones inactives 26 estaven jubilades, 13 estaven estudiant i 43 estaven classificades com a «altres inactius».

### Ingressos
El 2009 a Villing hi havia 196 unitats fiscals que integraven 478 persones, la mediana anual d'ingressos fiscals per persona era de 22.363 €.

### Activitats econòmiques
Dels 5 establiments que hi havia el 2007, 1 era d'una empresa alimentària, 1 d'una empresa de construcció, 1 d'una empresa de comerç i reparació d'automòbils, 1 d'una empresa d'hostatgeria i restauració i 1 d'una entitat de l'administració pública.
L'únic establiment comercial que hi havia el 2009 era una fleca.

## Equipaments sanitaris i escolars
El 2009 hi havia una escola elemental integrada dins d'un grup escolar amb les comunes properes formant una escola dispersa.

## Poblacions més properes
El següent diagrama mostra les poblacions més properes.